# HMS Gotland (1682)
HMS Gotland (1682) (рус. Готланд) — шведский 56-пушечный парусный линейный корабль 4 ранга, спущенный на воду в 1682 году.
Во время своей службы, с 1682 по 1722 год, «Готланд» входил в состав шведского флота, в ходе Великой Северной войны принимал участие в нескольких морских кампаниях: участвовал в экспедиции против Дании в 1700 году, сражении у бухты Кёге в 1710 году, в сражении при Рюгене (1715 год). Затоплен в 1722 году.